# Distrito de Kameng oriental
Kameng oriental (en panyabí; ضلع چڑھدا کامنگ) es un distrito de India en el estado de Arunachal Pradesh. Código ISO: IN.AR.EK.
Comprende una superficie de 4 134 km².
El centro administrativo es la ciudad de Seppa.

## Demografía
Según censo 2011 contaba con una población total de 78 413 habitantes.